# 程智 (明朝)
程智（1603年—1651年）字 極人、極士，一字子尚（一說字子上），明末安徽休寧會里人。程氏因其學術而聞名於世，為時人稱道，被當時的人尊稱他為「大易師雲莊先生」。程氏作為一位處於明清之際的易學思想家。他曾在江南一帶吸引各方面才學之士投身門下。其聚徒講學，四方雲遊訪友的身影，在當時的吳縣、長洲、蘇州一帶，啟迪造就許多士人，並影響多位名重一時的文士。程智以「易學」為基礎的獨特思想，為晚明清初的江南一帶思想界帶來莫大的影響。其流風之所及，直至清代，四方易學之士尚於天壤之間，訪求其書，研習其學。
近代學者中，孟森可以說是最早一位就程智之學術思想加以發掘討論的學者，他的討論並引起胡適等人的注意。近人中似乎只有日本學者酒井忠夫曾讀過程氏文集，並在其1960年發表的《中國善書の研究》中略有零星幾段話提及程智之學。
此後，直到1970年前後，大陸學界才陸續有學者由邏輯學，以及名學發展的角度，對程氏之學進行哲學思想上的討論。其中，許多學者主張程氏之學較傾向於唯心論的討論，以及神秘主義的道路。當然也有些學者受限於文獻材料的瓶頸，認為其著作早已失傳亡佚。其餘的研究論文主要集中於中國邏輯學史的專書中，且以中國大陸學者的研究居多。另外，余英時《近世商人與宗教倫理》、王汎森《中國近代思想與學術的系譜》，王一樵，〈雲莊大易師程智與其弟子們的學術思想實踐－明清之際儒學宗教化的一個實例〉，以及馬西沙、韓秉方《中國民間宗教史》等書中也有若干章節曾就程智作初步的討論與介紹。
余英時認為程智為商人哲學之代表者。直到2009年，王汎森發表〈程廷祚與程雲莊－清代中期思想史的一個研究〉，才開始利用東京內閣文庫所藏程氏傳世孤本《程氏叢書》，由儒學思想、易學思想，學術史的角度，對程智進行深度的分析與討論。除了文獻上的突破外，王汎森指出前人各種研究成果主要依據二手文獻，以及明清士人之相關記載，許多學者或者未曾讀過其文集，或是只有較少的接觸，因此對程氏的思想內容往往掌握不實。王汎森主要經由解答胡適有關清代中期思想家程廷祚與程智之間究竟有何種關聯的學術公案出發，釐清其思想之大概，並將程智與程廷祚放在清代思想史的脈絡中加以討論。
程智之思想學術，就明清思想史而言，具有追溯中國儒學思想傳統中的潛藏伏流的意義。透過程氏的思想，以及其師友門人間的多方面互動，我們看到儒學如何在明清之際江南一帶進行實踐。同時也觀察到明代士人如何轉化易學的思想資源，在傳統上進行個人的創造性轉化。此外，出身於安徽休寧典商之家的程智不僅表現出他在學術思想上的創造。透過他聚徒講學的活動中，我們也得以一窺明末清初時江南士人思想的活躍與多樣性。特別是其聚徒講學兼及學術與治生的特殊生活方式，反映出儒學如何在明清之際的變亂中，凝聚學術社群，並形成一地士人精神之所繫。另一方面，程氏為門人尊為「大易師程子」，並嘗以卜易之術示人的行徑，以及融合禪宗公案話頭演說事理的形象，則反映出儒學在明清之際的一種轉變，由平實庶民生活中論聖人道理，而又兼及一種宗教上的精神寄託。由儒學、易學中發展出一種新的易學世界觀，進而建築其形而上世界的易學烏托邦，亂世中山居講學之人間桃花源。

## 生平概述
程智之妻黃氏的娘家原以販銅為業，原本生計頗豐。然而，程智卻因妻家的姻親「欽件銅商」一案而被牽連入獄。事後雖獲友人營救，得以脫身，然而程智已因此案散盡家財，以致生計困難。崇禎六年前後，程氏開始在蘇州、杭州、新安等地講學。明清鼎革之際，程智與弟子於江南一帶四處遷徙，一面講學，一面躲避戰禍。崇禎十一年，程氏三十七歲時，生活困窘，甚至一度以「賣卜為生」。順治四年時，程智等更避居蘇州昜（陽）山一帶，同時設立「研悅社」，組織私人講學社群。 
值此亂世，程氏避居山中，他生平交往的友人與弟子亦多往山居避亂。其間程智曾有出仕南明的機會。程氏的友人金聲曾於南明時期疏薦程智出仕任官，然而他卻拒絕出仕，同時力勸金聲切勿出仕。程氏曾對門中弟子議論：「正老（金聲）雖行，然吾知其必不用也。」 順治八年，程氏因山居經濟困難，出門訪友，似欲開館授徒以為生業。後因急病亡故，葬於陽山。據《年譜》所載，可知其門下弟子多以坐館為生，難以支持他四處講學生活的諸多開支。程智身後事亦由弟子管父才（字麟公，清康熙九年（1670）進士）多方操持，才於陽山覓一葬地。
程智的出身背景。其出生於安徽休寧的典商家族，早期以典商會計的身分謀生，反映「典商多為休寧人」的地域特色。他的學問以易學為基礎，但不同於傳統以河圖洛書談《易》的方式，而是用八八六十四卦重新組織出自己的世界觀，並以「大易極數」為名，認為可以藉此推演世間萬物的運作。傳統上，許多人認為程智的思想體現晚明三教合一的潮流，然其著作流傳不廣，過往對其思想內容的猜測多為附會，少有注意到他建立一套獨特的價值觀。
根據學者的研究，程智之學亦有流傳至李氏朝鮮，被朝鮮實學家所記載，也可以說是中朝思想交流的一個側面。

### 著作
- 《守白論》